# ويليرفيل (ميزوري)

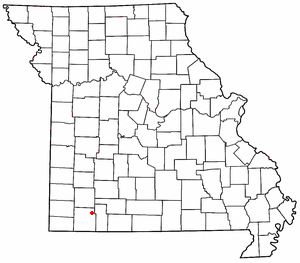
موقع ويليرفيل، ميزوري

ويليرفيل (بالإنجليزية: Wheelerville)‏ هي إحدى المجتمعات الفردية (غير مصنفة) في ولاية ميزوري في الولايات المتحدة الأمريكية.